# Enchilada

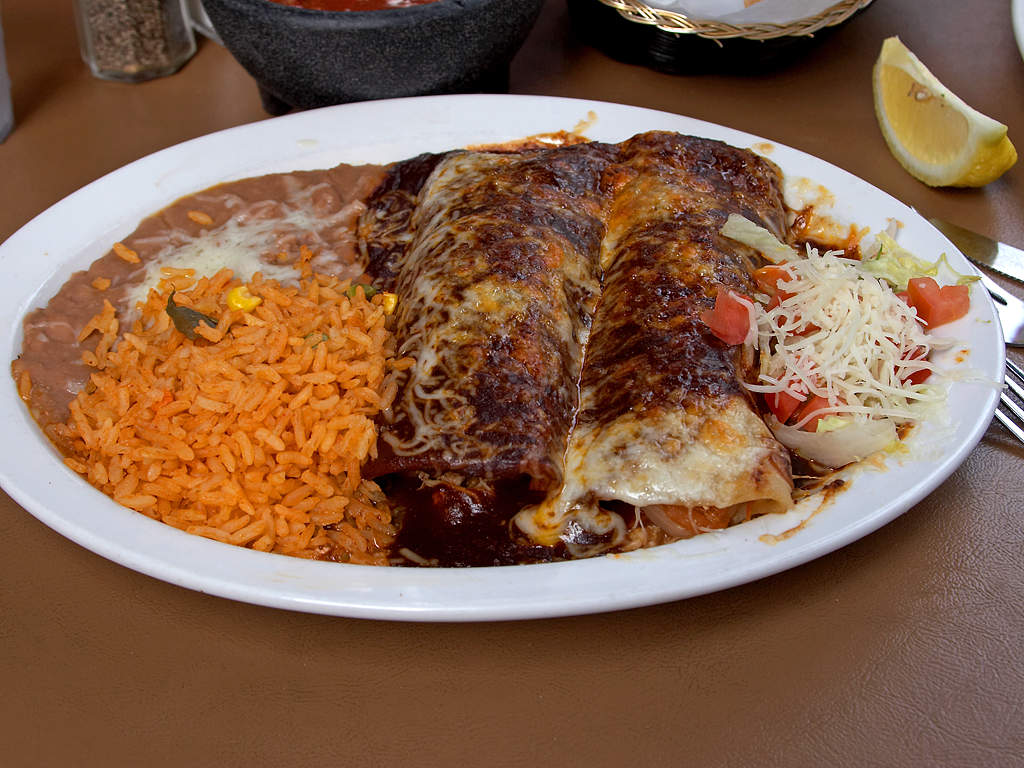
Enchilada i Tex-mex-stil.

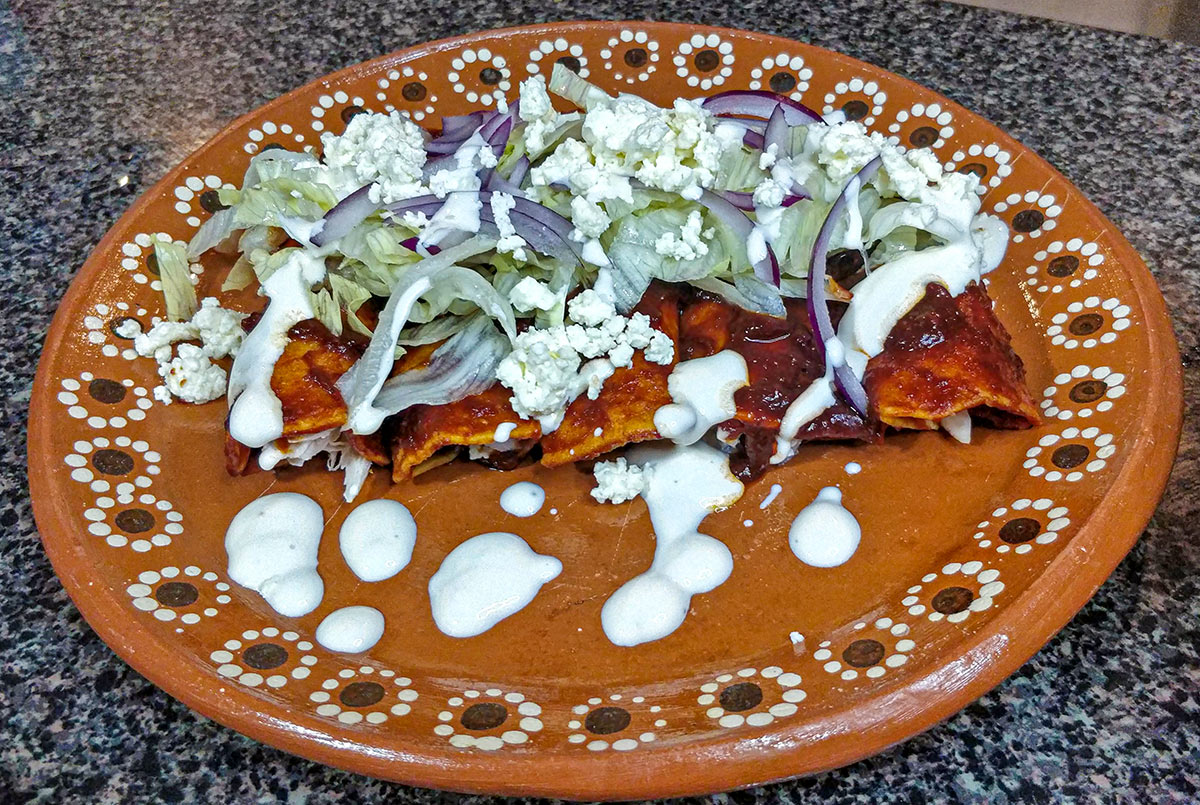
Mexikanska Enchiladas Rojas — Röda enchiladas

Enchilada är en mexikansk maträtt bestående av fyllda och ihoprullade eller vikta tunna majstortillor som täcks med salsa. Såsen är vanligtvis baserad på röd eller grön chili. Används molesås eller om rätten har en tomatbaserad sås, kallas rätten istället enmolada.
Fyllningen i enchilada är vanligtvis kyckling eller färskost men kan ibland bestå av kött eller grönsaker. Enchilador toppas ofta med rå lök, syrad mexikansk grädde, smulad ost och i vissa fall strimlad sallad. Mexikanska enchilador gratineras sällan, undantagsfallet är enchilada suiza.
Tex-Mex-versionen av enchilada består oftast av fyllda och rullade vetetortillor och gratineras ofta med ost.